# Tennis

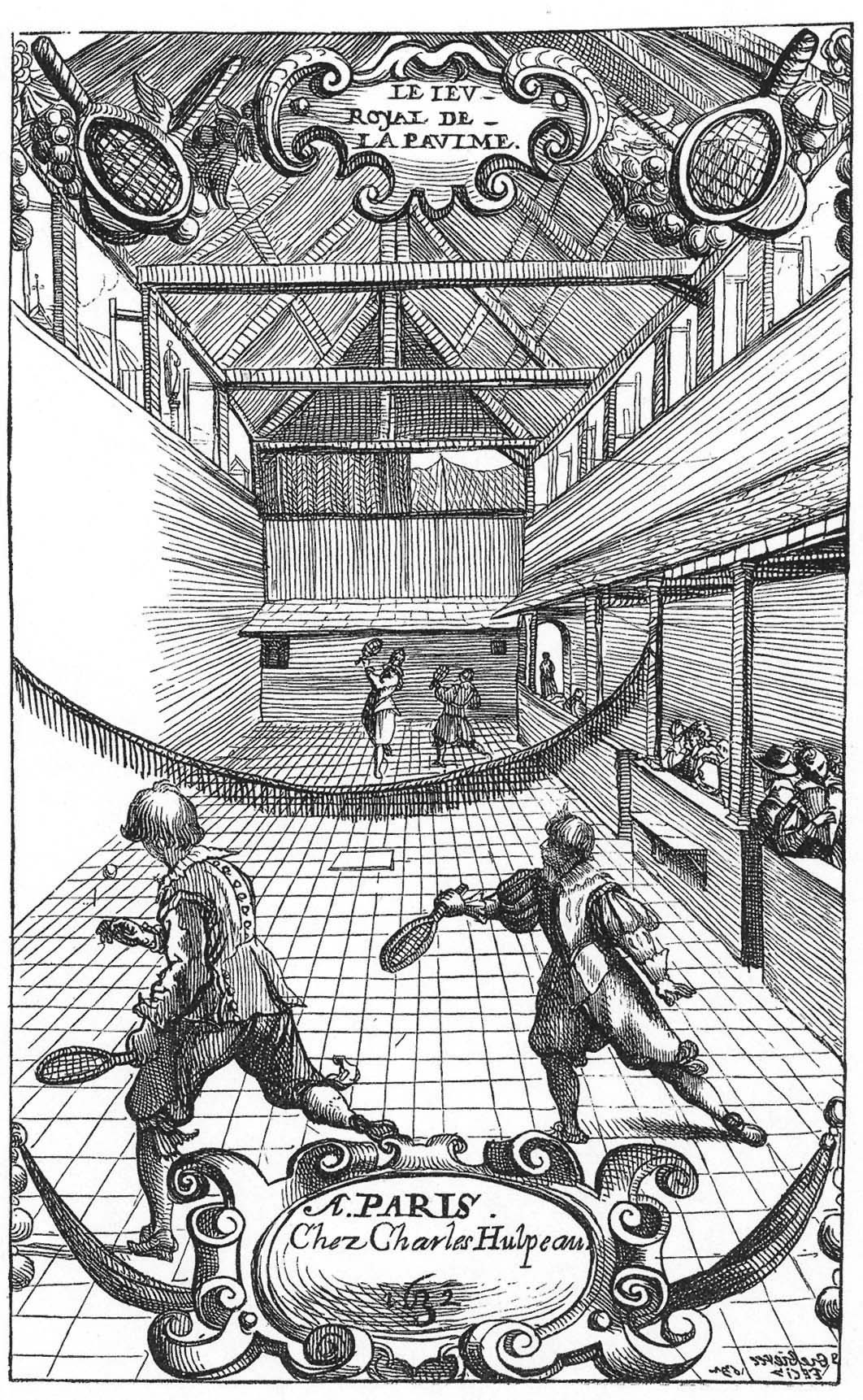
Tennis in 1632

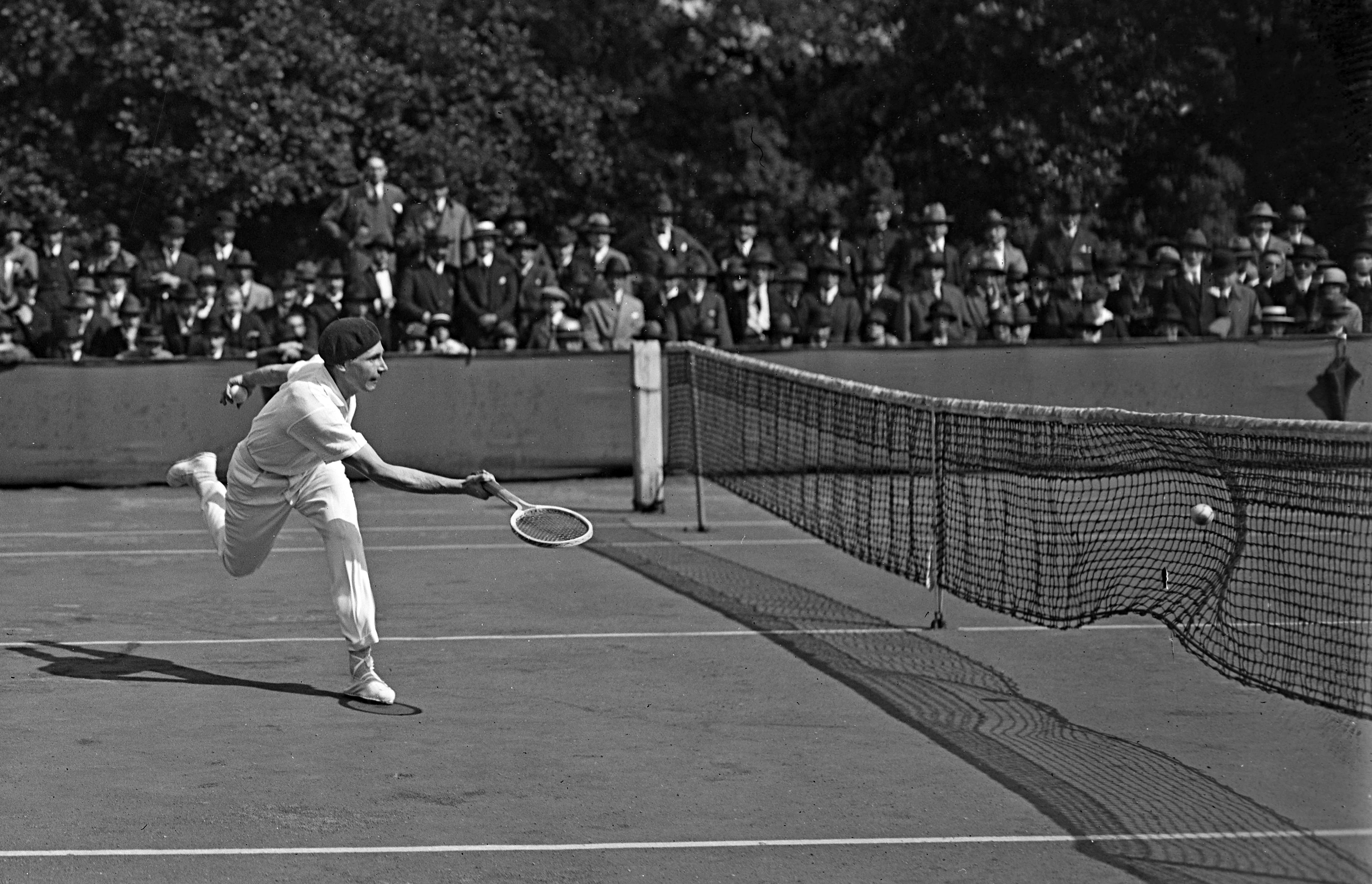
Tennis in 1924: de Fransman Jean Borotra tijdens Roland Garros

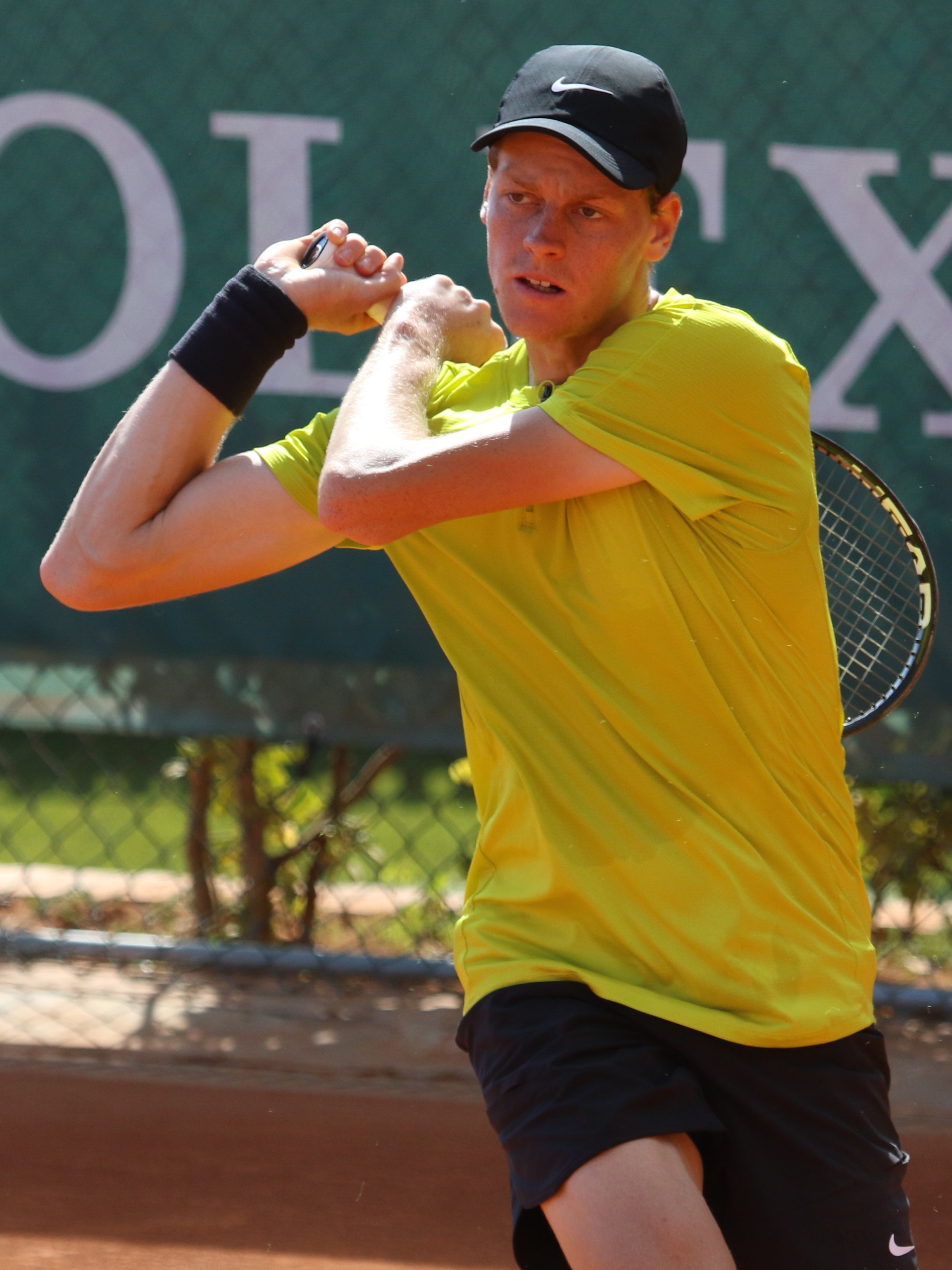
De Italiaan Jannik Sinner, nummer 1 bij de mannen

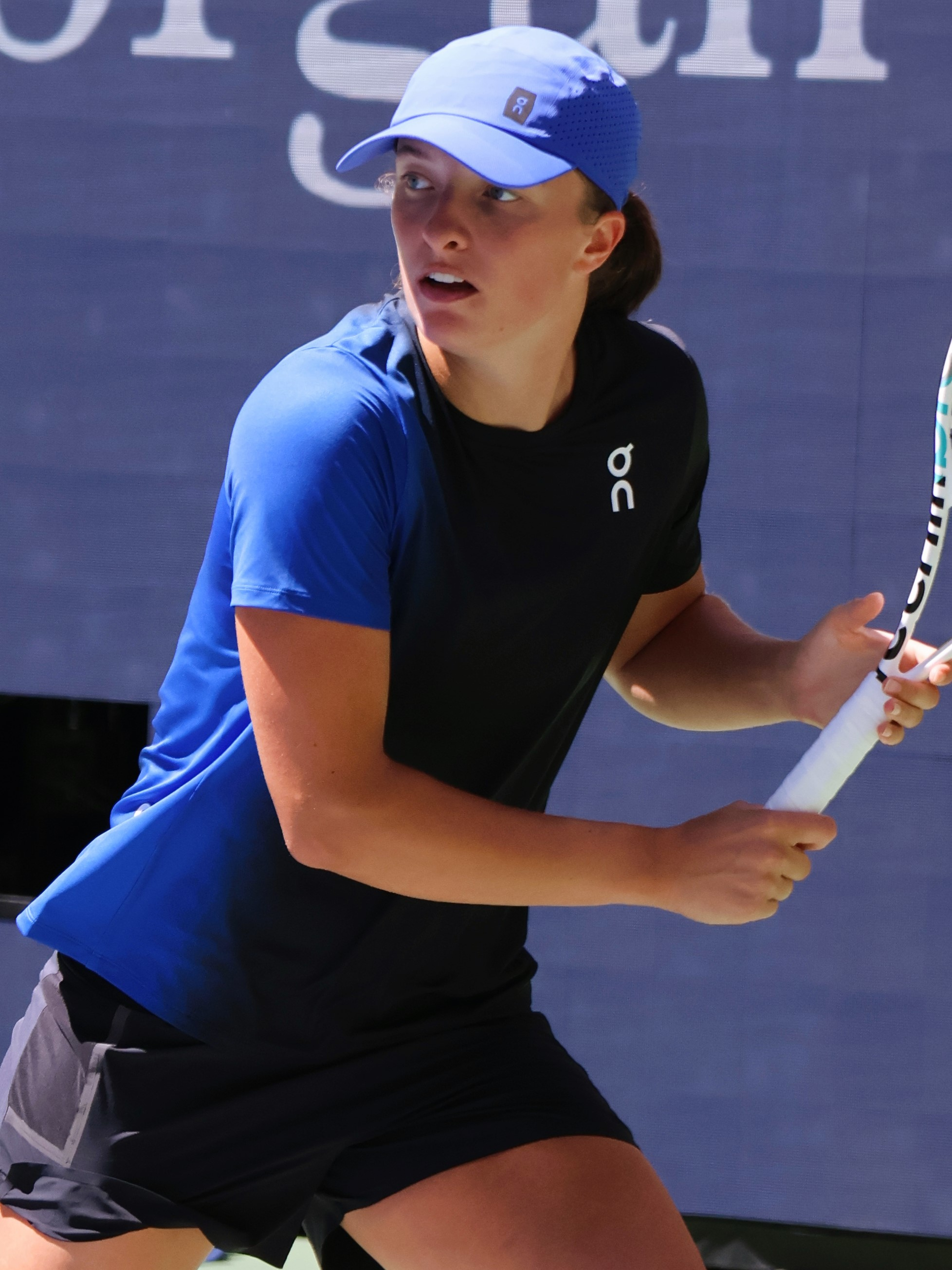
De Poolse Iga Świątek, nummer 1 bij de vrouwen

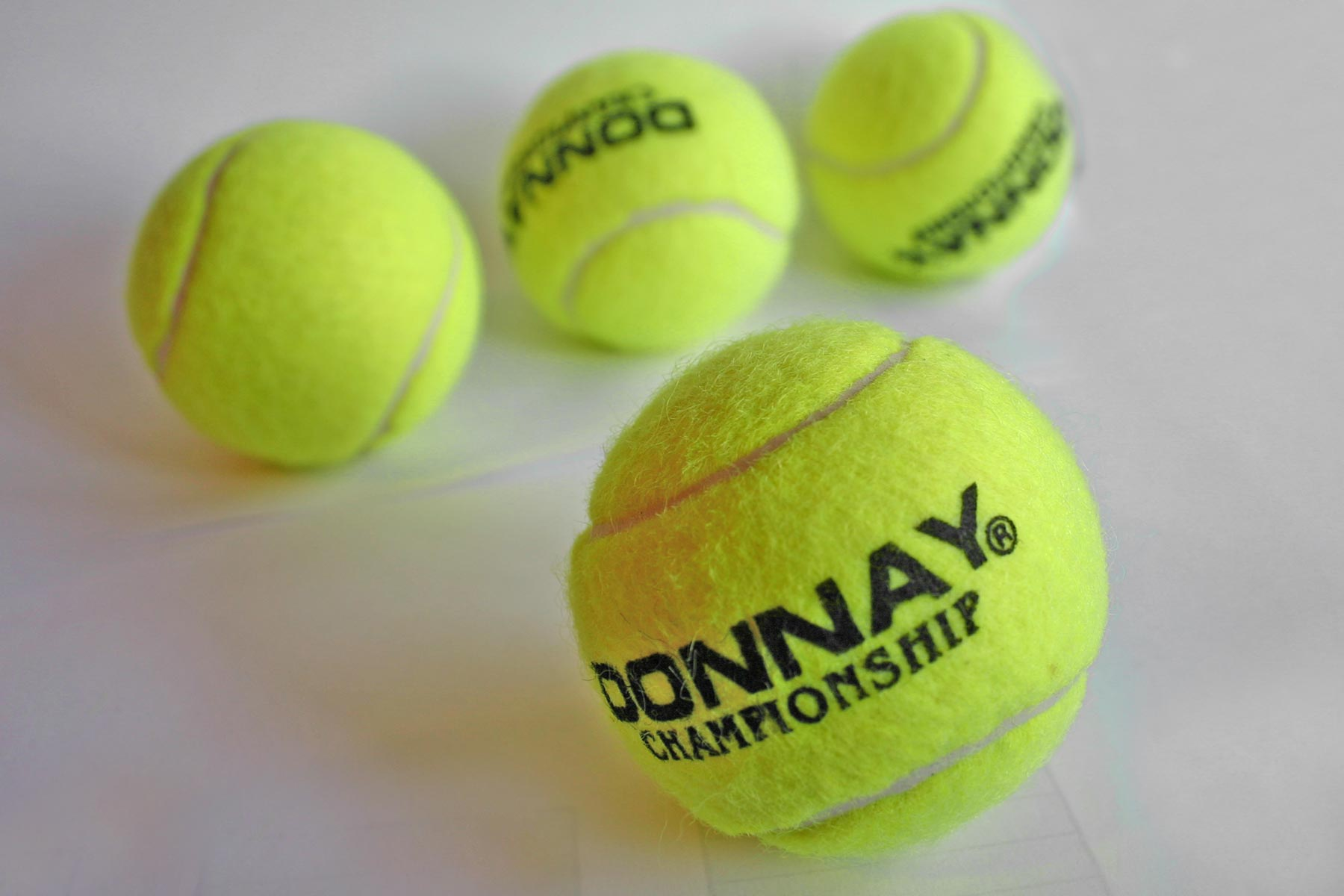
Tennisballen

Tennisbaan met afmetingen en Engelstalige benamingen

Tennis is een balsport voor twee spelers (enkelspel) of paren (dubbelspel), waarbij een bal van gemiddeld 67 mm diameter (meestal geel met witte lijn) met een racket over een net gespeeld moet worden.
Tennis werd in de late middeleeuwen al door de elite gespeeld. In zijn hedendaagse vorm stamt het uit Frankrijk en wordt het gespeeld sinds 1873. De naam is afgeleid van het Franse woord "tenez!" – in het Nederlands: "pak aan!".
Bij tennis moet de bal over het net op de speelhelft van de tegenstander(s) worden geslagen. Het doel is om het de tegenstander(s) onmogelijk te maken de bal op dezelfde wijze terug te slaan. De sport wordt zowel recreatief als in wedstrijdverband beoefend. Tennissers zijn over het algemeen lid van tennisverenigingen. De Nederlandse overkoepelende organisatie voor de tennissport is de KNLTB (Koninklijke Nederlandse Lawn Tennis Bond). In België zijn dat Tennis Vlaanderen voor Vlaanderen en AFT voor Wallonië.
In ieder tennisseizoen zijn er vier grote toernooien, de zogenaamde grandslamtoernooien. In januari wordt de Australian Open gespeeld, in mei en juni het graveltoernooi van Roland Garros, in juni en juli het grastoernooi van Wimbledon, en ten slotte in augustus en september de US Open.

## Speelveld
Het speelveld wordt in twee helften verdeeld door een net, dat in het midden hangt. Elk van de twee speelhelften is verdeeld in drie vlakken: een achtervlak, en twee voorvlakken (servicevakken). De lijn tussen de twee helften heet de middellijn en de achterste lijn heet de basislijn. Het veld en de diverse vakken worden gescheiden door witte lijnen, die gelden als onderdeel van het speelveld. Een geslagen bal die buiten het veldkader van de tegenstander geslagen wordt (dat wil zeggen zelfs de lijn niet meer raakt) is "uit" en levert de tegenstander een punt op. In het enkelspel wordt het veldkader begrensd door de binnenste zijlijnen. In het dubbelspel worden de buitenste zijlijnen gebruikt. Beide zijlijnen worden samen ook wel de tramrails genoemd.

### Speelgrond
Tennis wordt gespeeld op verschillende soorten ondergrond. In het professionele circuit wordt voornamelijk op gras, gravel en hardcourt gespeeld. Sinds 2009 wordt nog amper op tapijt gespeeld.
- Gras (ook wel lawntennis genoemd)
  - Kunstgras
- Gravel (rood, gemalen baksteen of groen, gemalen basalt)
  - French Court (kunstmatige, rode fijnere bedekking dan gravel, over een laag afdekkingstapijt om de afwatering niet te laten dichtslibben)
  - Canada Tenn (iets grover dan gravel)
- Hardcourt (cement of beton)
  - Indoor (kunstvloer)
- Tapijt
- Smashcourt (kunstgras gevuld met heel fijn keramisch materiaal)

## Spelregels

### Serveren
De bal wordt van achter de basislijn in het spel gebracht met de opslag, waarbij de bal met één hand omhoog wordt geworpen en met het racket in de andere hand wordt geslagen. Dit kan onderhands en bovenhands gebeuren (onderhands serveren is weliswaar toegestaan, maar geoefende spelers hebben voordeel aan een bovenhandse service). De bal moet daarbij zonder het net te raken neerkomen in het voorvak van de tegenstander, diagonaal ten opzichte van de kant waarvandaan men serveert. Indien de bal het net raakt (en daarna in het servicevak komt), krijgt men een zogenaamde "let" en moet de opslag over worden gedaan. Dit fenomeen kan zich tot in het oneindige herhalen, zonder dat het punt naar de tegenstander gaat. Een teruggeslagen serveerslag noemt men een return. Een niet door de tegenstander aangeraakte, correcte serveerslag heet een ace.
Men mag eenmaal een foute service doen zonder direct puntverlies. Bij de tweede foute opslag, een dubbele fout genoemd, gaat het punt naar de tegenstander. Men mag bij het serveren de achterlijn niet met de voet(en) raken voordat de bal geraakt is: bij een voetfout is de service altijd fout, zelfs al komt de bal in het juiste vak. De opslagbeurt rouleert per game. Wie goed serveert, heeft over het algemeen meer kans de game te winnen. Verliest men de eigen opslagbeurt, dan heeft de tegenstander een servicebreak gerealiseerd.

### Soorten slagen
- Forehand – slag waarbij de palm van de speelhand naar voren wordt gehouden. De forehand kan zowel enkelhandig als dubbelhandig geslagen worden.
- Backhand – slag waarbij de rug van de speelhand naar voren wordt gehouden. De backhand kan zowel enkelhandig als dubbelhandig geslagen worden.
- Groundstroke – lange slag, die als het ware het hele speelveld bestrijkt.
- Topspin – te onderscheiden in forehandspin en backhandspin. Techniek waarbij voorwaarts effect wordt bereikt door de bal met een opwaartse beweging en een licht voorwaarts gekanteld racket te spelen.
- Backspin/slice – te onderscheiden in forehandslice en backhandslice. Techniek waarbij achterwaarts effect wordt bereikt door de bal met een neerwaartse beweging en een licht achterwaarts gekanteld racket te spelen.
- Dropshot – slag waarbij de speler de bal zodanig speelt dat die zo snel en steil mogelijk vlak achter het net de grond raakt en zo min mogelijk opstuit.
- Lob – slag waarbij de speler de bal over de tegenstander heen speelt terwijl deze bij het net staat.
- Smash – slag waarbij een hoge bal (meestal zonder stuit) boven het hoofd wordt gespeeld, door een worpbeweging gelijkaardig aan de opslag.
- Volley – slag van een bal die niet heeft gestuit, in principe met een korte beweging gespeeld vanaf een positie bij het net.
  - Halfvolley – een bal die, meestal half in het veld staande, vlak na de stuit (dus in de opwaartse beweging van de bal) geslagen wordt.
- Drive-volley – slag die tijdens een slagenwisseling zonder te stuiteren uit de lucht wordt geslagen op de manier van een normale forehand of backhand.

## Materialen

### Ballen
Grootte, gewicht en doorsnede van de bal zijn vastgelegd: de doorsnee van de bal moet ongeveer 6,7 centimeter zijn, het gewicht ongeveer 58 gram en de stuiterhoogte tussen de 1,34 en 1,47 meter (als de bal van ongeveer 2,5 meter hoogte wordt losgelaten). Er zijn ook ballen zonder druk, die harder zijn dan de gewone ballen en anders spelen. Ballen zonder druk gaan langer mee en worden minder snel zacht.
Er worden in de professionele tenniswereld bijna uitsluitend gele tennisballen gebruikt. Tijdens een training kunnen echter wel andere kleuren worden gebruikt.

### Kleding
Vooral vroeger speelden tennissers in witte kleding. Op Wimbledon is dat nog steeds verplicht, bij de andere toernooien niet meer. Meestal wordt door mannen een T-shirt of poloshirt met een korte broek gedragen. Vrouwen dragen een tennisjurkje of een shirt met een tennisrok of korte broek. Ook wordt gebruikgemaakt van speciale tennisschoenen en eventueel tennishandschoenen.

## Puntentelling

### Huidige puntentelling
De punten worden geteld volgens een systeem dat waarschijnlijk zijn oorsprong vindt in middeleeuws Frankrijk: 15, 30, 40, game, set en match.
- Een match of wedstrijd wordt meestal gespeeld naar twee gewonnen sets. In grote toernooien (Grand Slam, Masters en Davis Cup) moeten de mannen drie sets winnen.
- Een set wordt gewonnen door de speler die het eerst 6 games wint, mits het verschil minimaal twee games bedraagt. Als de stand in een set 6-6 is, zijn er twee mogelijkheden:
  - doorspelen totdat er een verschil van twee games wordt bereikt.
  - een tiebreak spelen.
- Een game wint men door vier gewonnen punten, die geteld worden als 0 ("love"), 15, 30 en 40. Ook hier is een verschil van twee nodig. Als het 40-40 ("deuce") wordt, worden er nog minimaal 2 punten gespeeld. De winnaar van het eerste punt komt op voordeel ("advantage"). Als deze speler ook het daaropvolgende punt wint, is het game beëindigd. Als de andere speler echter het tweede punt wint, wordt het opnieuw 40-40. Wanneer men "no-ad" speelt, is het game gewonnen na het eerstvolgende punt bij 40-40. De ontvanger beslist in deze situatie of het punt van links of van rechts wordt aangevangen.

### Geschiedenis
Op een oude prent uit 1615 van Chrispijn van de Passe staat een tennisbaan, waar naast tennisballen ook muntstukken te zien zijn. Deze prent vormt een bevestiging van de theorie dat er heel vroeger om geld gespeeld werd. Een wedstrijd was dus een strijd om een "wedde". Aangezien de munteenheid in de middeleeuwen 60 cent was, leverde het spelen om een kwartje per punt de scores 15, 30 en 45 cent en ten slotte het spel op. Tegenwoordig is de 45 vervangen door 40 (of de 5 is weggesleten), maar in teksten uit de 15e eeuw komt de 45 nog voor.
Een andere veel gehoorde verklaring is dat de punten van het spel aangegeven werden op een klok. De klok werd in vier gelijke stukken verdeeld om de vier punten aan te geven die per game gewonnen moesten worden. De wijzer werd dus eerst bij de 15 gezet, daarna bij 30, dan bij 45 en ten slotte bij 60.
Een gelijke stand (40-40) wordt ook wel "deuce" genoemd. Er wordt gezegd dat dit woord ontstaan is door verbastering van de Franse term voor 40-40: quarante deux. Het zou ook kunnen dat het woord "deuce" komt van deux le jeu, wat zoveel betekent als: aan beiden het spel. Ook de term deux à jouer (nog twee te spelen) is een mogelijke verklaring.
De term "love" (0) vindt waarschijnlijk eveneens zijn oorsprong in het Frans. De nul lijkt namelijk op een ei, l’oeuf in het Frans. De verbastering van dit woord heeft geleid tot "love".

## Wedstrijdleiding
- Elke professionele tennispartij wordt geleid door een scheidsrechter (umpire), die op een verhoogde stoel aan een uiteinde van het net zit. De scheidsrechter kent de punten toe, beslist in twijfelgevallen of de bal in of uit was, geeft de verplichte rustpauzes en spelhervattingen aan, geeft zo nodig toestemming voor blessurebehandeling, plaspauzes en shirtwisseling (vrouwen), en houdt overenthousiaste spelers, trainers, ouders en overige toeschouwers bescheiden in toom. De scheidsrechter krijgt gebruikelijk na afloop van de partij een hand van de spelers.
- Bij een professionele tennispartij houden 8 (soms 10) lijnrechters in de gaten of de bal binnen, op, of buiten de lijnen valt: er zijn 6 lijnrechters voor de verticale lijnen en 2 (soms 4) voor de horizontale lijnen. Met roepwoorden en armgebaren maken ze hun waarneming duidelijk. Een "uitbal" en een "netbal" worden altijd hoorbaar aangegeven.
- Ballenjongens (en tegenwoordig ook -meisjes) zijn kinderen die de ballen voor de spelers oprapen en ervoor zorgen dat de speler die de opslag heeft de nodige ballen ontvangt. Ze moeten snel werken, opdat het spel geen vertraging oploopt. Verder verlenen ze de spelers tijdens het spel en de rustpauzes wat hand-en-spandiensten. Bij Wimbledon geldt het als een grote eer om dit werk te mogen doen.
- Sinds 2007 wordt de scheidsrechter ook bijgestaan door een elektronisch systeem, Hawk-Eye, dat de lijnen bewaakt en iedere geslagen bal volgt door een cameracircuit. Op aanvraag produceert het systeem een animatie om te bepalen of de bal in of uit is. Beide spelers hebben het recht driemaal per set een zogenaamde challenge aan te vragen. Het systeem werd al eerder gebruikt voor televisie-uitzendingen. Bij wedstrijden op gravel is het systeem niet nodig, omdat daar de balafdruk als bewijs dient.
- Bij tennis op lager niveau is in veel gevallen geen scheidsrechter aanwezig. De spelers houden zelf de score bij en moeten bij twijfelgevallen zelf een oplossing zien te vinden. Ook zijn er geen ballenjongens of -meisjes aanwezig en moeten de spelers zelf de ballen oprapen en aan de serverende speler geven.

## Records

### Snelste opslag
- De Australiër Samuel Groth vestigde op 9 mei 2012 het record voor de snelste tennisopslag met 263 km/h.[3]
- Op 29 juli 2014 sloeg de Duitse Sabine Lisicki tijdens het WTA-toernooi van Stanford de hardste service ooit gemeten op WTA-toernooien, met een snelheid van 210,8 km/h (131 mph).[4]

### Kortste set
Tijdens Wimbledon 2013 speelden Igor Sijsling en Ivan Dodig tegen elkaar in de derde ronde. De eerste set werd door Dodig gewonnen met 6-0, in een recordtijd van 14 minuten.

### Recordwedstrijd Isner-Mahut
In 2010 speelden John Isner en Nicolas Mahut een legendarische wedstrijd op het gras van Wimbledon. De wedstrijd bestreek drie dagen: 22, 23 en 24 juni. Isner won met 6-4, 3-6, 6-77, 7-63 en 70-68. De wedstrijd was goed voor de volgende records:
- Langste wedstrijd: 11 uur, 5 minuten
- Langste set: de vijfde set duurde 8 uur en 11 minuten
- Meeste games in een set: de vijfde set telde 138 games
- Meeste games in een wedstrijd: 183
- Meeste aces in een wedstrijd: 216[5]
- Meeste aces in een wedstrijd door 1 speler: Isner sloeg 113 aces[5]
- Meeste opeenvolgende servicegames gewonnen: 168, 84 voor elke speler[6]

### Memorabele wedstrijden
- Björn Borg vs  John McEnroe, finale Wimbledon 1980. Borg won met 1-6, 7-5, 6-3, 6-7 en 8-6, waarbij de tiebreak in de vierde set eindigde op 18-16.
- Michael Chang vs  Ivan Lendl, vierde ronde Roland Garros 1989. Chang werd wereldberoemd toen hij op 17-jarige leeftijd wereldtopper Lendl versloeg.
- Monica Seles vs  Steffi Graf, finale Roland Garros 1992. Seles versloeg Graf in een intense en hoogstaande driesetter met 6-2, 3-6 en 10-8.
- Steffi Graf vs  Jana Novotná, finale Wimbledon 1993. Novotná verloor de finale van Graf, na in de laatste set 4-1 voor te hebben gestaan.
- Goran Ivanišević vs  Patrick Rafter, finale Wimbledon 2001. Ivanišević kwam met een wildcard het toernooi binnen en pakte na drie verloren finales eindelijk de Wimbledontitel.
- Andy Roddick vs  Younes El Aynaoui, kwartfinale Australian Open 2003. Roddick versloeg El Aynaoui in een wedstrijd die vijf uur duurde en in totaal 83 games telde.
- Justine Henin-Hardenne vs  Anastasija Myskina, halve finale Olympische Spelen 2004. Henin-Hardenne won met 7-5, 5-7 en 8-6, na in de laatste set 5-1 achter te hebben gestaan.
- Venus Williams vs  Lindsay Davenport, finale Wimbledon 2005. In een duel van 2 uur en 45 minuten, de langste Wimbledonfinale bij de vrouwen ooit, won Williams met 4-6, 7-6 en 9-7.
- Rafael Nadal vs  Roger Federer, finale Wimbledon 2008. Nadal onttroonde de vijfvoudige titelverdediger Federer in een epische vijfsetter met 6-4, 6-4, 6-7, 6-7 en 9-7.
- Roger Federer vs  Andy Roddick, finale Wimbledon 2009. Federer veroverde na 77 games de titel. De eindstand was 5-7, 7-6, 7-6, 3-6 en 16-14.
- Novak Djokovic vs  Rafael Nadal, finale Australian Open 2012. Djokovic versloeg Nadal na 5 uur en 53 minuten, de langste grandslamfinale aller tijden.
- Roger Federer vs  Juan Martín del Potro, halve finale Olympische Spelen 2012. Federer won de langste olympische tenniswedstrijd met 4-6, 7-6 en 19-17.
- Novak Djokovic vs  Roger Federer, finale Wimbledon 2019. Djokovic versloeg Federer na een tiebreak op 12-12 in de vijfde set.
- Rafael Nadal vs  Daniil Medvedev, finale Australian Open 2022. Nadal boog een 2-0-achterstand in sets om en won na 5 uur en 24 minuten.

### "Grote Drie"
Sinds 2003 wordt het mannentennis voornamelijk gedomineerd door drie spelers: de Zwitser Roger Federer, de Spanjaard Rafael Nadal en de Serviër Novak Djokovic. Samen worden ze ook wel de "Grote Drie" genoemd. Sinds Wimbledon 2003, waar Federer zijn eerste grandslamtitel behaalde, wonnen ze gezamenlijk 65 van de 79 grandslamtoernooien. Met respectievelijk 20, 22 en 23 titels zijn ze bovendien de drie spelers met de meeste grandslamtitels. Nooit eerder werden de grandslamtoernooien op zo'n manier gedomineerd. De onderstaande tabel toont hun gecombineerde grandslamresultaten sinds 2003.
| Toernooi        | 2003 | 2004 | 2005 | 2006 | 2007 | 2008 | 2009 | 2010 | 2011 | 2012 | 2013 | 2014 | 2015 | 2016 | 2017 | 2018 | 2019 | 2020 | 2021 | 2022 | 2023 |
| --------------- | ---- | ---- | ---- | ---- | ---- | ---- | ---- | ---- | ---- | ---- | ---- | ---- | ---- | ---- | ---- | ---- | ---- | ---- | ---- | ---- | ---- |
| Australian Open | 4RF  | WF   | HFF  | WF   | WF   | WD   | WN   | WF   | WD   | WD   | WD   | FN   | WD   | WD   | WF   | WF   | WD   | WD   | WD   | WN   | WD   |
| Roland Garros   | 1RF  | 3RF  | WN   | WN   | WN   | WN   | WF   | WN   | WN   | WN   | WN   | WN   | FD   | WD   | WN   | WN   | WN   | WN   | WD   | WN   | WD   |
| Wimbledon       | WF   | WF   | WF   | WF   | WF   | WN   | WF   | WN   | WD   | WF   | FD   | WD   | WD   | HFF  | WF   | WD   | WD   | g.t. | WD   | WD   |      |
| US Open         | 4RF  | WF   | WF   | WF   | WF   | WF   | F    | WN   | WD   | FD   | WN   | HFDF | WD   | FD   | WN   | WD   | WN   | 4RD  | FD   | 4RN  |      |

## Integriteit van het spel
In 2016 brachten de BBC en BuzzFeed News grootschalige corruptie in de professionele tennissport aan het licht. Na de onthullingen richtten de internationale tennisbonden (de ATP, de WTA, de ITF en het Grand Slam Board) een commissie op die wantoestanden in het tennis moest onderzoeken. Twee jaar later publiceerde de commissie haar bevindingen in april 2018. In haar verslag stelde de commissie dat er "zeer significante" problemen met integriteit en sportweddenschappen zijn op de lagere niveaus van het professionele tennis. 16% van de 3.200 spelers die de commissie had ondervraagd gaf aan ervaring te hebben met spelers die gokken op wedstrijden, 14,5% had ervaring met matchfixing en 35% had dit meerdere keren meegemaakt. Als een van de oorzaken haalde de commissie aan dat veel professionele spelers op de lagere niveaus te weinig verdienen om uit de kosten te geraken, waardoor spelers gemakkelijker omkoopbaar zouden zijn. Slechts 350 spelers zouden genoeg verdienen om matchfixing te weerstaan. Bovendien is er op de lagere niveaus vaak minder toezicht op de wedstrijden. De commissie raadde twaalf maatregelen aan om de integriteit van de sport beter te beschermen. Deze omvatten onder andere het beëindigen van het live delen van de standen via het internet en de sponsoring van toernooien door gokbedrijven. Volgens het onderzoek was er geen sprake van corruptie of een doofpotcultuur bij de tennisbonden zelf.
In juni 2018 werden in België onder leiding van het Belgische federaal parket 21 huiszoekingen uitgevoerd en 13 mensen aangehouden in een onderzoek naar matchfixing door een Armeens-Belgische criminele organisatie. Ook in Nederland, Duitsland, Frankrijk, Bulgarije, Slowakije en de Verenigde Staten werden mensen aangehouden. De organisatie zou sinds 2014 tennissers in de lagere klassen hebben omgekocht om wedstrijden te vervalsen, opdat daarop dan met voorkennis kon worden gegokt. De bal ging aan het rollen toen wedkantoren in 2015 de Belgische Kansspelcommissie op de hoogte stelden van Armenen zonder duidelijk inkomen die zich in België zouden bezighouden met matchfixing op het niveau van future- en challengertoernooien.

## Trivia
- Jokari is de speelgoedversie van tennis waarbij de tennisbal is vastgemaakt aan een lange elastiek die op zijn beurt is verankerd aan een (verplaatsbaar) houten blokje. Het wordt gespeeld met houten bats, door één of twee personen.